# Angeli alla meta
Angeli alla meta (Angels in the Endzone) è un film per la televisione del 1997 diretto da Gary Nadeau.
È un film commedia statunitense a sfondo fantastico e sportivo  con Christopher Lloyd, Paul Dooley, Matthew Lawrence e David Gallagher. Racconta la storia di una squadra di football in declino che riceve l'aiuto di un angelo (interpretato da Lloyd).

## Produzione
Il film, diretto da Gary Nadeau su una sceneggiatura di Alan Eisenstock e Larry Mintz, fu prodotto da Michael Z. Gordon e Richard L. O'Connor per la Arts & Leisure Corporation, la Endzone Productions e la Walt Disney Television e girato a Vancouver in Canada.

## Distribuzione
Il film fu trasmesso negli Stati Uniti il 9 novembre 1997 con il titolo Angels in the Endzone sulla rete televisiva ABC.
Altre distribuzioni:
- in Ungheria il 28 gennaio 1999 (Angyalok a pályán 2.)
- in Germania il 3 ottobre 1999 (Ein Engel spielt falsch)
- in Grecia (Angeloi sti megali periohi)
- in Francia (Les ailes de la victoire)
- in Svezia (Spel med änglavakt)
- in Italia (Angeli alla meta)

## Prequel e sequel
Angeli alla meta è il seguito di Angels (Angels in the Outfield) del 1994 ed ha avuto un seguito: Un diamante con le ali  (Angels in the Infield) del 2000.